# Sonic Battle
Sonic Battle is een vechtspel uit de Sonic the Hedgehog-franchise. Het spel is ontwikkeld door Dimps en gepubliceerd door Sega (in Japan) en THQ (buiten Japan) voor de Nintendo Game Boy Advance.

## Verhaallijn
4000 jaar geleden creëerde een oude beschaving een zelfbewust wapen genaamd Gizoid. 50 jaar geleden werd deze Gizoid teruggevonden door Prof. Gerald Robotnik. In het heden komt de Gizoid in handen van Dr. Eggman, maar wanneer hij er niet in slaagt hem te activeren dumpt hij de Gizoid op het strand. Daar wordt hij gevonden door Sonic. Sonic noemt de Gizoid Emerl, en neemt hem mee.
Door zijn ervaringen met Sonic, Tails, Knuckles, Amy, Cream, Rouge, en Shadow verandert Emerl in een compleet nieuwe robot. Eggman wil de Gizoid echter terug nu deze geactiveerd is. Verder realiseert Shadow zich dat Emerl nog altijd geprogrammeerd is voor vernietiging, ondanks dat Sonic en Co hem proberen te veranderen.
Emerl neemt net als Sonic en co deel aan een gevechtstoernooi. Hij haalt de finale waarin hij met Eggman vecht. Dan komt Emerls ware aard weer naar boven, en hij begint de wereld te vernietigen. Sonic vernietigt Emerl om hem te stoppen.

## Gameplay
De volgende personages zijn bespeelbaar in het spel:
- Sonic the Hedgehog
- Miles "Tails" Prower
- Cream the Rabbit
- Rouge the Bat
- Amy Rose
- Knuckles the Echidna
- Shadow the Hedgehog
- Emerl
- E-102 Gamma (niet bespeelbaar in de verhaalmode)
- Chaos (niet bespeelbaar in de verhaalmode)

Gevechten worden uitgevochten in 3D-arena’s met maximaal vier spelers. Elk personage heeft een reeks aanvallen en vaardigheden tot zijn beschikking. De aanvallen zijn onder te verdelen in Air Attack, Upper Attack (gebruikt om tegenstanders de lucht in te slaan), Heavy Attack (gebruikt om tegenstanders weg te slaan), en Aim Attack (gebruikt om een tegenstander te volgen na gebruik van een Heavy Attack).
De speciale krachten van een personage zijn onder te verdelen in drie types: Shot, Power en Set. Shot focust zich op het afvuren van een projectiel. Power richt zich erop zo veel mogelijk schade toe te brengen met een enkele aanval.
Elke speler heeft twee balken boven in beeld. De eerste geeft de gezondheid van de speler aan. De tweede balk loopt langzaam vol terwijl de speler aanvallen incasseert of afweert. Zodra de tweede balk vol is, kan de speler een speciale aanval gebruiken die zijn tegenstander in een keer knock out slaat.
Het hoofdzakelijke kenmerk van het spel is het Skill Capture-systeem. Emerl kan de acties en aanvallen van alle andere personages imiteren. Hij begint met langzame incomplete imitaties van Sonics acties, maar naarmate het spel vordert krijgt hij er vaardigheden bij. Na een tegenstander te hebben verslagen krijgt Emerl een kaart van die tegenstander, wat hem een nieuwe vaardigheid of aanval oplevert.

## Locaties
Elk personage heeft een arena en meerdere arena’s bevinden zich samen op een stuk van de kaart.
Emerald Town
- Emerald Beach - Sonic
- Tails' Lab - Tails
- Beach - Tails' arena in Emerl's verhaal.

Holy Summit
- Chao Ruins - Knuckles
- The Crater - Chaos

Central City
- Battle Highway - Shadow
- Amy's Room - Amy
- Library - Cream

Night Babylon
- Club Rouge - Rouge

Gimme Shelter
- Metal Depot - Gamma

Death Egg
- Death Egg - Eggman

Overig
- Colosseum - Emerl
- Green Hill (moet ontsloten worden door de verhaalmode uit te spelen)

## Minigames
Sonic Battle bevat vijf minigames.
- Soniclash – het enige minispel dat vanaf het begin bespeelbaar is. Spelers moeten hun tegenstanders van het veld slaan om punten te scoren.
- Tails' Fly and Get – spelers vliegen rond en proberen meer ringen te verzamelen dan hun tegenstanders.
- Knuckles' Mine Hunt – een mijnenveger met Sonic-elementen. Het enige singleplayer minigame.
- Amy's Treasure Island – spelers proberen diamanten te vinden.
- Shadow's Speed Demon – een racespel.

## Ontvangst
| Beoordeeld door   | Datum            | Score |
| ----------------- | ---------------- | ----- |
| SegaFan.com       | 6 december 2003  | 81%   |
| GamerDad          | 10 februari 2004 | 80%   |
| GameSpot          | 13 januari 2004  | 77%   |
| N-Zone            | 26 maart 2004    | 77%   |
| Worth Playing     | 18 februari 2004 | 75%   |
| GamePro (USA)     | 2 januari 2004   | 70%   |
| Next Level Gaming | 6 maart 2004     | 62%   |
| GameSpy           | 19 januari 2004  | 60%   |
| All Game Guide    | 2007             | 60%   |
| Jeuxvideo.com     | 5 maart 2004     | 50%   |